# Microdevario nana
Microdevario nana és una espècie de peix cipriniforme de la família dels ciprínids.

## Morfologia
- Els mascles poden assolir 1,5 cm de longitud total.[4]

## Hàbitat
És un peix bentopelàgic i de clima tropical.

## Distribució geogràfica
Es troba a Àsia: Myanmar.